# Santiago Darraidou
Santiago Pedro Darraidou (n. el 24 de noviembre de 1980 en Buenos Aires) es un exjugador de vóleibol de Argentina. Fue jugador del seleccionado argentino y ha participado en varias competencias internacionales actualmente es entrenador.

## Trayectoria

### Clubes
- Argentina; Koyote (Salta): 2001-2002
- Italia; Kerakoll Modena: 2002-2003
- Grecia; Orestiada: 2003-2004
- Turquía; Fenerbahce: 2004-2005
- Argentina; Bolívar: 2005-2006
- Brasil; Ulbra: 2006-2007
- Grecia; Alessandropolis: 2007-2008
- Turquía; Meram Belediye: 2007-2008
- España; Unicaja Almería: 2007-2008
- Italia; Olio Pignatelli Isernia: 2008-2009
- Grecia; AEK Atenas: 2009-2010
- Italia; Globo Sora: 2010-2011
- Argentina; MSM Bella Vista: 2011-2012
- Argentina; Sarmiento Santana Textilles: 2012-2014
- Argentina; Bolívar: 2014-2015
- Argentina; UNTreF Vóley: 2015-2016
- Argentina Ciudad Vóley: 2016-2018
- Argentina UNTreF Vóley: 2018-2019
- Argentina Ciudad Vóley: desde 2019

### En selección nacional
| Competición               | Año  | Posición Final |
| FIVB Liga Mundial         | 2002 | 9.º Puesto     |
| FIVB Campeonato Mundial   | 2002 | 6.º Puesto     |
| Juegos Olímpicos Atenas   | 2004 | 5.º Puesto     |
| FIVB Liga Mundial         | 2005 | 10.º Puesto    |
| FIVB Copa de las Américas | 2005 | 4.º Puesto     |
| Mundial Polonia           | 2014 | 11.er puesto   |

## Títulos y premios
- 2005 - Mejor bloqueador Copa de las Américas 2005